# 33 Sextantis
33 Sextantis (33 Sex / HD 92588 / HR 4182) es una estrella situada en la constelación de Sextans, el sextante.
Tiene magnitud aparente +6,26 y se encuentra a 112 años luz del sistema solar. 
33 Sextantis es una subgigante amarillo-naranja de tipo espectral G9IV —antes catalogada como K1IV— cuya temperatura superficial es de 5136 K.
Su masa estimada es de 1,24 ± 0,04 masas solares, siendo una estrella más evolucionada que el Sol que ha empezado a expandirse y a enfriarse; su radio es 2,36 veces más grande que el radio solar.
Gira sobre sí misma con una velocidad de rotación proyectada de 1 km/s y su período de rotación es de 51 días.
33 Sextantis es 3,6 veces más luminosa que el Sol y tiene una metalicidad comparable a la solar; un estudio le asigna un contenido metálico superior al del Sol (([Fe/H] = +0,07) mientras que otro le otorga una contenido ligeramente inferior (([Fe/H] = -0,03).
No existe consenso en cuanto a su edad, que puede ser desde 4720 ± 530 millones de años hasta 8700 millones de años.